# 五十嵐平達
五十嵐 平達（いがらし へいたつ、男性、1924年 - 2000年12月17日）は、日本の自動車デザイナー。後に自動車評論家に転身する。産業考古学の立場から自動車の歴史を論ずるという独自の視点を持っていた。

## 経歴
1924年、会津若松市に生まれ、旧制都立工業高校で機械工学を学んだ。1940年、16歳で運転免許を取得し、卒業後ヂーゼル工業（後のいすゞ自動車）に入社、軍用トラックなどの設計を担当する。その後、乗用車のボディ設計を学ぶために、オオタ自動車工業創立者の子息太田祐一が経営したコーチビルダーのワイドフィールド・モータースに移籍する。
その傍ら、1949年頃より自動車の写真撮影に取り組み、専門雑誌に寄稿するなど、自動車評論家の草分けとしても活動を開始する。1950年にはフリーランスの自動車デザイナーとして独立し、日産、いすゞなどのバスのカスタムボディやモーターショー出展用特別車等のデザインを数多く手がけた。
1950年代にはデザイナーの視点からのカースタイリング評論を中心に、1960年代には「モーターレビュー」誌の編集長として、1970年代以降は日本人と車との係わり合いを豊富な写真資料と経験を元に縦横に論じた。特に戦前の米国車や1950年代の国産乗用車、トラック、バス、当時のモータリゼーションの発展途上の状況については、自動車史家としての余人の追随を許さぬ見識を有していた。1980年代以降は、1989年にオープンするトヨタ博物館のコレクション体系づくり、展示車両の選択、学芸員の指導などに精魂を傾け、トヨタ乗用車第一号であるトヨダ・AA型乗用車のレプリカ製作にも尽力した。同館には五十嵐のコレクションを公開する特別閲覧室「五十嵐文庫」が残されている。

## 主な著作
- 世界の自動車『フォード-1』『フォード-2/マーキュリー』『トヨタ』『リンカーン』二玄社 1970-72年
- 『写真が語る自動車の戦後 アルバムに見る50年』ネコ・パブリッシング、1997年
- 『世界の名車』朝日新聞社、1977年
- 『玉川こども百科. 48』誠文堂新光社、1955年
- 『世界のトラック/バス'80-'81』二玄社、1980年 p.303 Commercial car scrap book
- 『世界のバス'81-'82』二玄社、1981年 p.163 GMCコーチの歴史
- 『モータービーグル臨時増刊 日本のバス1982』p.58「箱根のFUJIYA GARAGE」(1920年頃のバス事業黎明期に関する記述がある）、九段書房
- 『モータービーグル臨時増刊 日本のトラック1984』p.41「日本のトラック戦前の10台」、九段書房
- 『モータービーグル臨時増刊 日本のバス1986』p.130「カタログで見る戦後10年のバス車両」九段書房